# Zofia Owińska
Zofia Owińska (* in Breslau) ist eine polnische Pianistin und Musikjournalistin.
Owińska wurde in eine Arztfamilie geboren. Sie besuchte das Musiklyzeum in Breslau und studierte dann der Staatlichen Musikhochschule Katowice Klavier bei Bolesław Woytowicz. Seit 1973 war sie Mitarbeiterin der Musikredaktion beim polnischen Rundfunk in Breslau. Später wurde sie Chefredakteurin der Musikredaktion, von 1991 bis 1992 war sie stellvertretende Chefredakteurin des Senders. Von 1992 bis 2002 war sie Moderatorin und Leiterin des städtischen Rundfunks von Breslau.
In ihrer Zeit beim Rundfunk begründete Owińska mehrere Sendereihen, darunter eine Reihe über historische Orgeln in Oberschlesien mit Julian Gembalski, eine Sinfoniekonzertreihe und eine Serie über Liebesgedichte. Im Studio des Senders organisierte sie zahlreiche Konzerte mit dem Leopoldinum-Kammerorchester unter Karol Teutsch und mit namhaften Solisten. Auch für Warschauer Rundfunksender berichtete sie über musikalische Ereignisse wie das Festival Wratislavia Cantans.
Als Kommentatorin und Rezensentin schrieb u. a. für die Musikzeitschriften Polish Music, Ruch Muzyczny, Twoja Muza und Medium. Aus Gesprächen mit dem Komponisten Witold Lutosławski entstand das Buch Lutosławski o sobie, das 2011 in Danzig im Druck erschien.